# Гевельсберг
Гевельсберг (нем. Gevelsberg) — город в Германии, в земле Северный Рейн-Вестфалия.
Подчинён административному округу Арнсберг. Входит в состав района Эннепе-Рур.  Население составляет 31 518 человек (на 31 декабря 2010 года). Занимает площадь 26,27 км².
| Год  | Население |
| ---- | --------- |
| 1995 | 33 815    |
| 2000 | 33 794    |
| 2005 | 32 857    |
| 2010 | 31 651    |

## Родились в Гевельсберге
- Шиммель, Фридрих (1804-1885) — королевский прусский генерал-майор, комендант крепости Глатц.
- Обердорф, Лена (род. 2001) — немецкая футболистка, полузащитник женской команды «Вольфсбург» и женской сборной Германии по футболу.

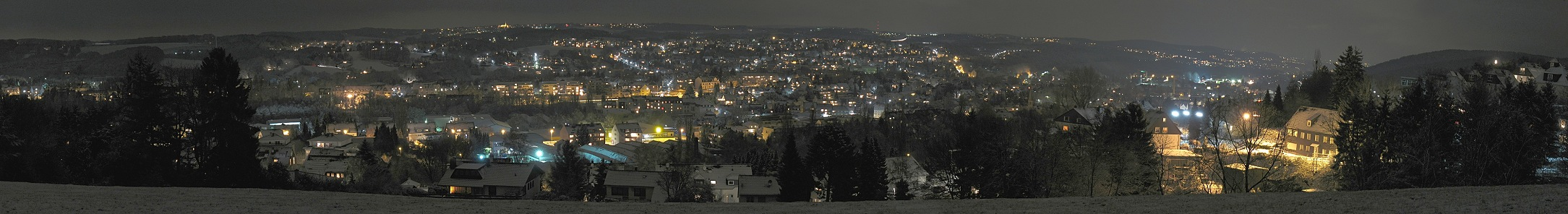
Гевельсберг - панорама.